# Adrift (jeu vidéo)
Pour les articles homonymes, voir Adrift.
Adrift est un jeu vidéo d'aventure en réalité virtuelle développé par Three One Zero et édité par 505 Games, sorti en 2016 sur Windows et PlayStation 4. Il est compatible sur HTC Vive, Oculus Rift et PlayStation VR.

## Système de jeu

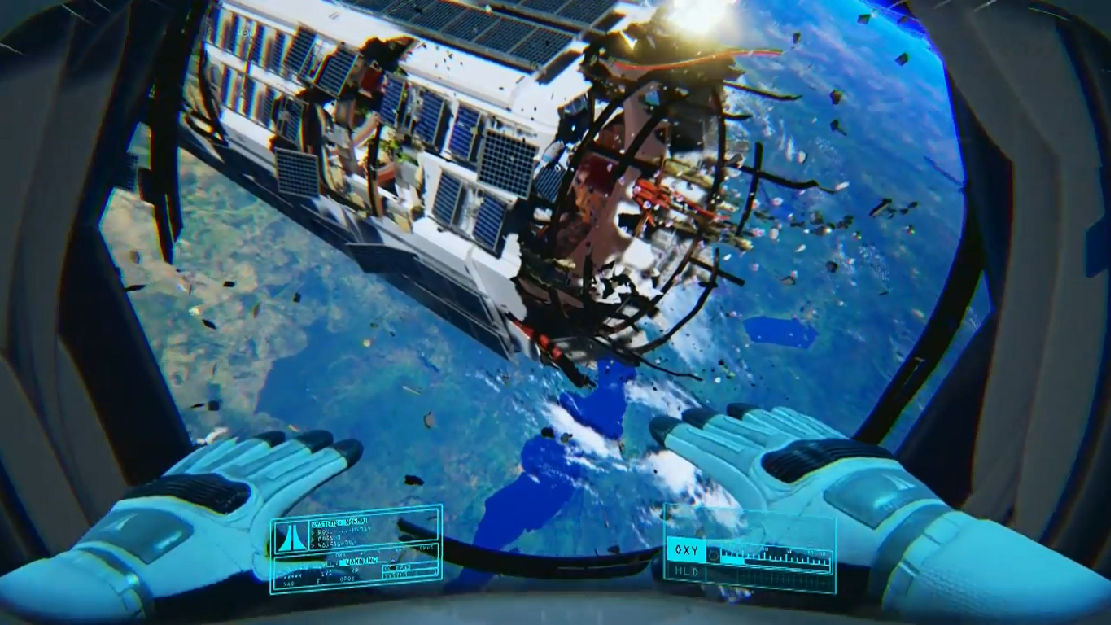
Capture d'écran du jeu

## Accueil
- Jeuxvideo.com : 11/20[1]